# Micrantha janeira
Micrantha janeira är en fjärilsart som beskrevs av William Schaus 1904. Micrantha janeira ingår i släktet Micrantha och familjen nattflyn. Inga underarter finns listade i Catalogue of Life.